# يفيغشنيورن
يفيغشنيورن (بالإنجليزية: Ewigschneehorn)‏ هو أحد جبال سلسلة جبال الألب البرنية وجزء من القمة الأم ميتيلورن يقع في كانتون برن، سويسرا. يبلغ ارتفاع الجبل حوالي 3329 متر، بينما يبلغ ارتفاع نتوء الجبل 93 متر.